# Los Calchakis (álbum)
Los Calchakis es un disco de estudio de Los Calchakis, grabado en 2001 con el sello francés Arion que combina temas nuevos y de trabajos anteriores.

## Lista de canciones
| N.º | Título                | Música                                    | Duración |  |
| 1.  | «Soy carnaval»        |                                           |          |  |
| 2.  | «Al árbol del olvido» |                                           |          |  |
| 3.  | «Pasaje n.º 8»        |                                           |          |  |
| 4.  | «Guadalquivir»        |                                           |          |  |
| 5.  | «Cabo de Hornos»      |                                           |          |  |
| 6.  | «Llorando se fue»     | Ulises Hermosa y Gonzalo Hermosa González |          |  |
| 7.  | «Estado de sitio»     | de Etat de siege 1973                     |          |  |
| 8.  | «La llama»            | de En Bolivie avec Los Calchakis 1964     |          |  |
| 9.  | «Puna y selva»        | Ernesto Cavour                            |          |  |
| 10. | «El quirquincho»      |                                           |          |  |
| 11. | «Jacinto Chiclana»    |                                           |          |  |
| 12. | «Chamamé en flor»     |                                           |          |  |
| 13. | «Buenos Aires lejano» |                                           |          |  |
| 14. | «A los bosques»       |                                           |          |  |

## Integrantes
- Héctor Miranda
- Sergio Arriagada
- Enrique Capuano
- Pablo Urquiza
- Mario Contreras